# کهن‌خویش دم‌سفید
کهن‌خویش دم‌سفید (نام علمی: Alethe diademata) نام یک گونه از سرده کهن‌خویش‌ها است.